# Quan hệ Pháp – Đan Mạch
Quan hệ Pháp – Đan Mạch là mối quan hệ song phương giữa Đan Mạch và Pháp trong hiện tại và quá khứ. Đan Mạch có đại sứ quán ở Paris và Pháp có đại sứ quán ở Copenhagen. Cả hai nước đều là thành viên chính thức của ủy hội châu Âu, Liên minh Châu Âu và NATO.

## Lịch sử
Mối quan hệ giữa Đan Mạch và Pháp bắt nguồn từ thời kỳ đen tối, khi người Viking Đan Mạch cướp phá phần phía Bắc của đất nước, bao gồm cả Paris mà Ragnar Lodbrok và quân đội của ông đã bị sa thải vào năm 845. Paris lại bị người Viking tấn công vào năm 885 và 886. Họ định cư ở miền Bắc nước Pháp, trở thành người Norman, người đã chinh phục nước Anh vào năm 1066. Khi Scandinavia Cơ đốc giáo hóa, các tu sĩ người Pháp sống ở Đan Mạch và sinh viên Đan Mạch ở Paris. Vào thế kỷ 17, có nhiều sinh viên Đan học ngành y, luật, triết và thần học ở Pháp, trong khi ở Đan Mạch có nhiều gia sư người Pháp.
Ingeborg, con gái của Valdemar I của Đan Mạch, là vương hậu của Pháp (1193 & 1200-1223).

### Chiến tranh Scania

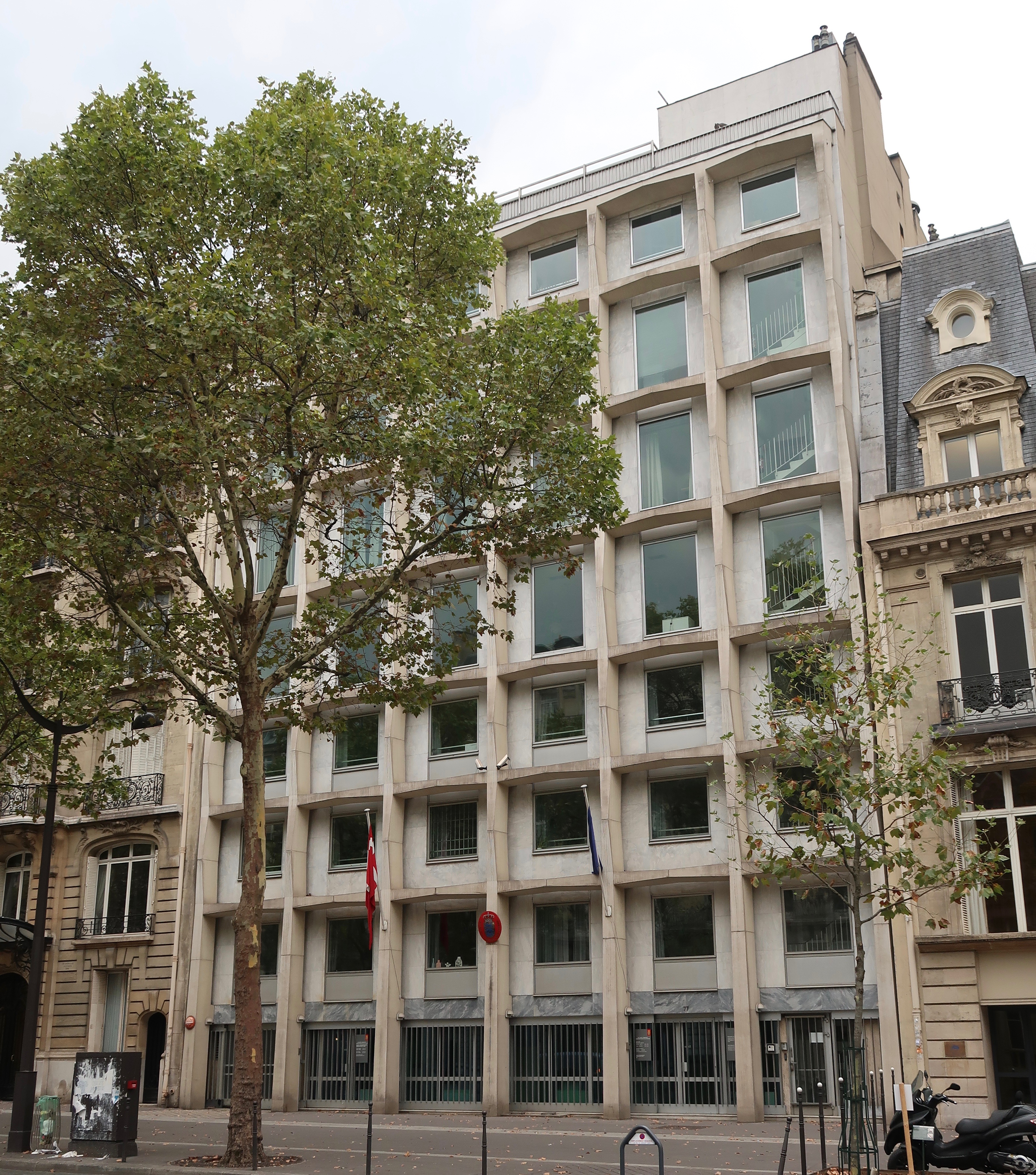
Đại sứ quán Đan ở Paris

Chiến tranh Scania (1675-1679) là một phần của Chiến tranh Bắc Âu liên quan đến liên minh Đan Mạch – Na Uy, Brandenburg và Thụy Điển. Nó diễn ra chủ yếu trên đất Scania, ở các tỉnh cũ của Đan Mạch dọc biên giới với Thụy Điển và miền Bắc nước Đức. Trong khi các trận chiến sau này được coi là sân khấu của cuộc chiến Scania trong lịch sử Anh, Đan Mạch và Thụy Điển, chúng được coi là một cuộc chiến riêng biệt trong lịch sử Đức, được gọi là Chiến tranh Thụy Điển – Brandenburgia.
Cuộc chiến được thúc đẩy bởi sự tham gia của Thụy Điển vào Chiến tranh Pháp – Hà. Thụy Điển đã liên minh với Pháp để chống lại một số nước châu Âu. Các Các tỉnh Thống nhất, bị Pháp tấn công, đã tìm kiếm sự hỗ trợ từ Đan – Na. Sau một hồi do dự, Vua Christian V bắt đầu cuộc xâm lược Scania (Skåneland) vào năm 1675, trong khi người Thụy Điển đang bị chiếm đóng trong cuộc chiến chống lại Brandenburg. Cuộc xâm lược Scania được kết hợp với một mặt trận đồng thời của Na Uy được gọi là Chiến tranh Gyldenløve, buộc quân Thụy Điển phòng thủ phải tham gia một cuộc chiến tranh hai mặt trận bên cạnh việc họ vướng vào Đế chế La Mã Thần thánh.
Mục tiêu của Đan Mạch là lấy lại vùng đất Scania đã được nhượng cho Thụy Điển trong Hiệp ước Roskilde, sau Chiến tranh Bắc Âu. Mặc dù cuộc tấn công của Đan Mạch ban đầu đã thành công rực rỡ, nhưng các cuộc phản công của Thụy Điển do Karl XI của Thụy Điển, 19 tuổi chỉ huy đã vô hiệu hóa phần lớn lợi ích.
Đó là một cuộc chiến không có người chiến thắng rõ ràng; Hải quân Thụy Điển thua trên biển, quân đội Đan Mạch bị người Thụy Điển đánh bại ở Scania, quân Thụy Điển lại bị quân Brandenburgers đánh bại ở miền Bắc nước Đức. Chiến tranh và sự thù địch kết thúc khi đồng minh của Đan Mạch là Các tỉnh Thống nhất định cư với đồng minh mạnh hơn của Thụy Điển là Pháp và vua Thụy Điển Karl XI kết hôn với công chúa Đan Ulrike Eleonora, em gái của Christian V. Hòa bình đã được lập thay mặt cho nước Pháp với các hiệp ước Fontainebleau, Lund và Saint Germain, khôi phục hầu hết các lãnh thổ đã mất cho Thụy Điển.

### Chiến tranh Liên minh thứ Sáu
Trong Chiến tranh liên minh thứ sáu (1812–1814), liên minh gồm Áo, Phổ, Nga, Tây Ban Nha, Thụy Điển, Vương quốc Anh và một số của Liên bang Rhein cuối cùng đã đánh bại Đệ nhất Đế chế Pháp và đẩy Napoléon Bonaparte đi lưu vong ở Elba. Sau cuộc xâm lược vào Nga thảm khốc của Napoléon, các cường quốc lục địa đã gia nhập Nga, Anh, Bồ Đào Nha và quân nổi dậy ở Tây Ban Nha. Với việc quân đội của họ được tổ chức lại theo nhiều đường lối kiểu Napoléon hơn, họ đã đánh đuổi Napoléon ra khỏi nước Đức vào năm 1813 và xâm lược Pháp vào năm 1814, buộc Napoléon phải thoái vị và khôi phục lại dòng họ Bourbon.

## Quan hệ kinh tế
Xuất khẩu của Pháp sang Đan Mạch là 2,19 tỷ euro trong năm 2009. Nhập khẩu từ Đan Mạch là 2,35 tỷ euro trong năm 2009.